# Afroestricus morani
Afroestricus morani là một loài ruồi trong họ Asilidae. Afroestricus morani được Scarbrough miêu tả năm 2005. Loài này phân bố ở vùng nhiệt đới châu Phi.